# رحمت‌آباد (ابرکوه)
رحمت‌آباد (ابرکوه)، روستایی از توابع بخش بهمن شهرستان ابرکوه در استان یزد ایران است.از معروف‌ترین افراد عباس جعفر میشه نامبرد

## جمعیت
این روستا در دهستان اسفندار قرار دارد و براساس سرشماری مرکز آمار ایران در سال ۱۳۸۵، جمعیت آن ۱۲۰ نفر (۲۳خانوار) بوده‌است.